# Armorika
Armorika ali Aremorika (galsko Aremorica, bretonsko Arvorig, izgovorjava [arˈvoːrik], francosko Armorique, izgovorjava [aʁmɔʁik]) je bila galska pokrajina med Seno in Loaro, vključno z Bretanjo.  Kolikšen del atlantske obale je zasedala in kako globoko je segala v celino, ni znano.

## Ime
Ime Armorika je poslovenjena oblika galskega toponima Aremorica, ki dobesedno pomeni kraj pred morjem. Prebivalci pokrajine so se imenovali Armoriki ali Aremoriki.  Latinski pridevnik 'armoriški' je bil upravni izraz, ki je označeval zlasti Tractus Armoricani (Armoriški trakt), sektor rimske obrambne črte v Galiji v pozni antiki. 
V srednjeveških otoških keltskih jezikih se je za označevanje Bretanje začel uporabljati keltski izraz *Litauia, ki pomeni 'dežela' ali 'država' (iz prvotnega protokeltskega *Litauī, 'zemlja', dobesedno 'ogromen'). Ime polotoka se je latiniziralo v Letavia.

## Zgodovina
Plinij starejši v svojem  Naravoslovju (4.17.105) trdi, da je Armorika starejše ime za Akvitanijo in navaja, da je južna meja Armorike segala do Pirenejev. Če upoštevamo galski izvor imena, je to povsem pravilno in logično, saj Aremorica ni ime države, ampak beseda, ki opisuje geografsko regijo, ki leži ob morju. Plinij na tem ozemlju navaja naslednja keltska plemena: Edue in Karnutene, ki so imeli sporazume z Rimom, nekako neodvisne Melde in Segusjave ter  Boje, Senone, Avlerke, tako Eburovike kot Kenomane, Parize, Trikase, Andikave, Vidukase, Bodiokase, Venete, Koriozvelite, Diablinte, Redone, Turone in Atseve. 
Trgovina med Armoriko in Britanijo, ki jo je opisal Diodor Sicilski in nakazal Plinij, je potekala dolgo časa. Keltski aristokrati v Britaniji so podpirali odpor proti rimski vladavini v Armoriki celo po kampanji Publija Krasa leta 56 pr. n. št. Julij Cezar je kot odgovor vodil dve invaziji na Britanijo: leta 55 pr. n. št. in ponovno leta 54 pr. n. št. Nekaj namigov o zapleteni kulturni povezavi Armorike in (Plinijeve) Britanije daje Cezar v opisu svesonskega kralja Divicijaka kot "najmočnejšega vladarja v celotni Galiji, ki je imel nadzor ne le nad veliko območje te regije, pa tudi Britanije".
Pod Rimskim cesarstvom je bila Armorika del province Lugdunska Galija z glavnim mestom Lugdunum (današnji Lyon). Ko so bile rimske province v 4. stoletju reorganizirane, je Armorika (Tractus Armoricanus et Nervicanus) postala drugi in tretji del Lugdunske Galije. Po umiku rimskih legij iz Britanije leta 407 n. š. je britska elita naslednje leto izgnala rimske civilne sodnike. Armorika se je rimski oblasti uprla v 430. in ponovno v 440. letih in odstavila vladajoče uradnike, kot so storili v Britaniji. V bitki na Katalunski poljih leta 451 se je rimska koalicija pod vodstvom generala Flavija Aecija in vizigotskega kralja Teodorika I. spopadla s hunsko koalicijo, ki ji je  poveljeval hunski kralj Atila. Jordan med Aecijevimi zavezniki navaja tudi Armoričane in druga keltska ali germanska plemena (Getica 36.191). 
"Armoriški" polotok so v slabo dokumentiranem obdobju od 5. do 7. stoletja naselili Briti iz Britanije. Zgodbe o selitvah Britov na frankovsko celino je slišal celo Prokopij v daljnem Bizancu. Zanj so bili Briti bolj kot ne neko legendarno ljudstvo. Ti priseljenci, ne glede na to, ali so bili begunci ali ne, so po svoje poimenovali dve najzahodnejši provinci Armorike na atlantski obali: Cornouaille (Cornwall) in Domnonea (Devon). Imena naselij so bila povezana z njihovimi voditelji, kot sta bila svetnika, ustanovitelja Bretanje Damson Dolski in Pavel Avrelijan. 
Jezikovni izvor bretonščine je jasen: je britanski jezik, soroden valižanščini in kornijščini, ki so ga s seboj prinesli britanski priseljenci. V nasprotju z jezikom so vprašanja odnosov med keltskima kulturama Britanije – kornvalsko in valižansko – ter Bretanje še vedno nerešena.  
Po mnenju C.E.V. Nixona sta propad rimske oblasti in plenjenje Vizigotov privedla do tega, da je Armorika delovala kot magnet za kmete, kolone, sužnje in revne, ki so zapustili druga rimska ozemlja, kar je Rimljane dodatno oslabilo.
V 9. in zgodnjem 10. stoletju so se na polotoku Cotentin in v spodnjem toku Sene okoli Rouena naselili Vikingi in regija je postala znana kot Normandija. Na tem območju se je ime Armorika prenehalo uporabljati. Ker se je zahodna Armorika že razvila v Bretanjo, je bil njen vzhodni del v frankovskem obdobju  preoblikovan v Bretonsko marko pod frankovskim mejnim grofom.

## Armorika v  kulturi
V Armoriki se je v času Rimske republike nahajala domača vas izmišljenega stripovskega junaka Asterixa. Vaščani, "neuklonljivi Galci", so se čvrsto upirali Rimu.  
Začetno poglavje Finneganovega bdenja Jamesa Joycea se prav tako nanaša na Armoriko.